# Agalegské ostrovy
Agalegské ostrovy (francouzsky îles Agaléga, anglicky Agalega Islands) jsou ostrovy v Indickém oceánu. Z politicko-administrativního hlediska jsou součástí Mauricijské republiky, která vznikla po vyhlášení nezávislosti v roce 1968. Od hlavního města Mauricijské republiky Port Louis na ostrově Mauricius dělí Agalegské ostrovy vzdálenost přibližně 1 100 km. Počet obyvatel je odhadován na zhruba 300 (stav v polovině roku 2011). Ostrovy jsou spravovány, stejně jako atol Cargados Carajos, mauricijskou společností Outer Islands Development Corporation (OIDC), ustavenou v roce 1982. V roce 2004 byl vydán Agalega Island Council Act 2004 a na jeho základě byla zřízena tzv. rada ostrova – Island Council.

## Geografie
Agalegské ostrovy leží severně od Maskarénského souostroví a jsou, stejně jako Seychely, součástí podmořské oceánské Maskarénské plošiny. Nejbližší pevninou je ostrov Coëtivy, nejjižnější součást Seychelského souostroví, který je od Agalég vzdálený asi 350 km směrem na sever. Nejkratší vzdálenost mezi severním pobřežím ostrova Mauricia a jižním pobřežím Agalég přesahuje 1 000 km.

Mapa souostroví Agaléga

Agalegské ostrovy jsou téměř dvojostrov – odděluje je pouze zhruba 1,8 km široká úžina La Passe. Moře je zde tak mělké, že při odlivu jej nelze překonat lodí, zato při poklesu mořské hladiny je možné přejít úžinu pěšky. Souostroví se skládá ze Severního (Agalega North Island) a Jižního (Agalega South Island) ostrova, rozloha obou ostrovů je 26 km². Severní ostrov je 12,5 km dlouhý a 1,5 km široký. Jižní ostrov má délku 7 km a v nejširším místě měří 4,5 km. Půda na ostrovech je vesměs písčitá.
Nadmořská výška souše dosahuje jen několik metrů nad úrovní okolního oceánu. Nejvyšším vrcholem souostroví je 15 metrů vysoká písečná duna na Severním ostrově, pojmenovaná Montagne d’Emerez podle jednoho ze dvou námořníků, kteří zde zahynuli po ztroskotání na počátku 19. století. Na jižním ostrově je nejvyšším bodem sedm metrů vysoká vyvýšenina, zvaná Grande Montagne. Pobřeží ostrovů je lemované korálovými útesy.

### Sídla
Na Agalegských ostrovech jsou jen tři sídla. Největší a nejvýznamnější je Vingt Cinq, které leží v centrální části Severního ostrova. Ve Vingt Cinq se nachází sídlo správy Agalég, známé pod názvem La Grande Case, základní škola, obchod a zdravotnické zařízení. Na severu je ještě jedna vesnice – La Fourche s malým přístavem Port Saint James. Na Jižním ostrově je jen jedna obec – Sainte Rita v jeho severní části. Na ostrovech se nachází také místní meteorologická stanice.

### Podnebí
Podnebí na Agalégách je tropické, stejně, jako na celém území Mauricijské republiky. Teploty zde během roku neklesají pod 23 °C, maxima se pohybují kolem 30 °C. Nejdeštivějšími měsíci jsou leden a únor, nejsušší období je od srpna do října. Dominujícími rostlinami v tomto klimatu jsou mangrovy a kokosové palmy. K přírodním zajímavostem Agalég patří výskyt endemického druhu gekona Phelsuma borbonica agalegae.

## Obyvatelstvo
Na Agalegských ostrovech, kde žije zhruba 300 obyvatel, je dominující ekonomickou činností produkce kopry a kokosového oleje a obchod s těmito produkty. Kromě toho se obyvatelé ostrovů zabývají rybolovem, pěstují ještě další zemědělské plodiny a chovají domácí zvířectvo pro vlastní potřebu. Donedávna se v obchodě na Agalegských ostrovech nepoužívaly peníze – lidé platili poukázkami ze svých účtů, vytvořených mauricijskou vládou. Obyvatelé jsou převážně křesťané, jejich jazykem je specifická agalegská kreolština.

## Doprava
Přístup na ostrovy je poměrně komplikovaný. Na Agalégách není žádný přístav, pouze menší molo v Port Saint James na severu. Lodě, připlouvající z Mauricia, proto musí kotvit zhruba 500 metrů od břehu. Letecké spojení je zajišťováno menším letadlem, patřícím pobřežní stráži, která je součástí mauricijských policejních složek. Letiště Agalega Airstrip (FIMA) se nachází na Severním ostrově poblíž obce Vingt Cinq. Silniční síť na ostrovech tvoří písčité místní komunikace. Dne 12. prosince 2018 byl v Dillí na setkání předsedů vlád Indie a Mauricia podepsáno memorandum, zaměřené na zlepšení letecké a námořní dopravy na Agalegské ostrovy.